# Херсонес (паровий фрегат)
«Херсоне́с» (рос. дореф. «Херсонесъ») — 10-гарматний колісний паровий фрегат Чорноморського флоту Російської імперії.

## Опис
Один із чотирьох однотипних колісних парових фрегатів, замовлених Російською імперією у Англії для потреб Чорноморського флоту. Довжина корабля становила 53,3 метра, ширина — 9,7 метра, а осадка — 4,47 метра. Водотонажність корабля складала 1305 тонн, повна вантажопідйомність — 824 тонни. Оснащений двома безбалансирними двоциліндровими паровими машинами загальною потужністю 260 номінальних кінських сил, корабель мав два бортових гребних колеса і розганявся до швидкості 11 вузлів. Екіпаж складав 160 осіб.
Озброєння корабля в різні роки становило різну кількість гармат, які під час комерційних рейсів знімалися. Так, спочатку озброєння «Херсонесу» складалося з двох 10-дюймових гармат і чотирьох 24-фунтових гуннад. У 1853 році склад батареї дещо змінився. Батарея складалася з однієї 10-дюймової гармати, однієї 56-фунтової і десятьох 24-фунтових гуннад, за іншими даними — з двох 84-фунтових бомбічних гармат, поставлених на носі і кормі, і десятьох 24-фунтових карронад.
У кормовій частині судна розташовувалася дамська каюта, розрахована на сімох осіб, з боків кают-компанії — каюти для 22 пасажирів, загалом пасажирських місць у каютах першого класу — 29. Каюти пасажирів другого класу, розраховані на 35 місць, розташовувалися в носовій частині пароплава.

## Історія
У червні 1841 року імператором Миколою I ухвалено рішення про замовлення в Англії чотирьох парових фрегатів «для того, щоб у воєнний час можна було їх використати для корисних потреб при флоті». Замовлення суден було доручено новоросійському генерал-губернатору М. С. Воронцову за участю адмірала М. П. Лазарєва.
До комісії з підготовки «Положення про нове пароплавне сполучення з Константинополем», що розташовувалася в Одесі, увійшли дійсний статський радник П. Маріні, надвірний радник А. Фіцарді, представник торгового дому Штігліца П. Пуль і представник Чорноморського флоту капітан-лейтенант О. Г. Швенднер, який до цього командував пароплавами «Лиман», «Блискавка» і «Колхіда». Для замовлення пароплавів в Англію 11 жовтня того ж року з Санкт-Петербурга направлено командира фрегата «Флора» — капітан-лейтенанта К. І. Істоміна.
Контракт на будівництво парових фрегатів «Крим», «Одеса», «Херсонес» і «Бессарабія» було укладено Морським відомством Російської імперії із суднобудівною верф'ю «W. & H. Pitcher» 2 лютого 1842 року. При цьому виробник зобов'язався вже до 15 вересня 1842 року збудувати «Крим» і «Одесу», а до 1 лютого 1843 року закінчити будівництво «Бессарабії» і «Херсонеса».
Паровий фрегат «Херсонес» був спущений на воду у Нордфліті 4 лютого 1843 року і в травні 1843 року прибув до Одеси, де використовувався для пасажирських перевезень за рейсом Одеса — Константинополь.

### Під час Кримської війни
Восени 1853 року через напружені відносини Російської імперії з Османською імперією знятий з пасажирських перевезень і здійснив перехід із Миколаєва до Севастополя, де командиру Севастопольського порту наказувалося поставити на пароплавах «Крим», «Одеса» і «Херсонес» призначену їм артилерію, забезпечити їх командами і всім необхідним військовим станом, а решту флоту тримати в повної готовності до виходу на море.
На початку жовтня того ж року, через відкриття турками військових дій у Ісакчі, до Севастополя відправлено В. О. Корнілова, звідки той мав зробити велике рекогностування на чолі з'єднаної ескадри великих пароплавів. Йому було доручено оглянути Кальякську та Бургаську затоки, спуститися повз Босфор до мису Кефкен-Аден і далі дійти до мису Керемпе, на меридіані якого він мав зустрітися з ескадрою П. С. Нахімова. 
Корнілову належало у разі відкриття турецької ескадри негайно дати знати про це як ескадрі Нахімова, так і решті флоту, який мав негайно вийти з ними на з'єднання.
16 жовтня Корнілов прибув до Севастополя, повідомив особливим наказом по флоту про справу під Ісакчею і віддав ряд наказів щодо заходів до повної готовності флоту вийти на першу вимогу до моря. 23 жовтня Корнілов, піднявши свій прапор на паровому фрегаті «Володимир», вийшов із пароплавами «Громоносець», «Одеса» та «Херсонес» із Севастопольського рейду та взяв курс на Сулін. Готуючись до можливої зустрічі з турецьким флотом в процесі розвідки ворожих бухт, Корнілов заздалегідь віддав на «Херсонес», який повинен був сповістити П. С. Нахімова, запечатаний конверт з інструкцією для дій ескадри останнього.
26 жовтня ескадра пароплавів підійшла за поганої погоди з сильним північно-західним вітром на 30 миль до Босфору. Тоді Корнілов, побоюючись, що ескадрі доведеться боротися з міцним північно-східним вітром, який віщували і барометр, і хмари, і втративши будь-яку надію зустріти якісь військові турецькі судна, окрім звичайних крейсерів, що містяться біля самої протоки, відправив з повідомленнями «Громоносець» до Одеси, а «Херсонес» до Севастополя.
Однак того ж дня близько четвертої години дня серед купецьких суден Корнілов побачив ескадру турецьких кораблів, що складалася з п'яти фрегатів, одного корвета та одного пароплава. Того ж дня «Херсонес», розлучившись із «Володимиром» для прямування до Севастополя, побачив ескадру з шести судів великого рангу, яку він прийняв за ескадру Нахімова, і повернув до «Одеси», щоб попередити її про це. Через погану погоду «Одеса» не помітила сигналу «Херсонеса», який між тим побачив на південь від себе три кораблі, фрегат та пароплав під турецькими прапорами. «Херсонес», бажаючи попередити про це Нахімова, взяв курс на раніше бачену ним ескадру, але не наздогнав її, а брак вугілля при північно-східному вітрі, що посилювався, змусив його йти в Севастополь.

#### На Кавказькому узбережжі
7 листопада 1853 року у складі загону віцеадмірала Л. М. Серебрякова вів бомбардування захопленого турецькими військами укріплення Святого Миколая. Не дочекавшись підкріплення через можливу швидку зміну сприятливої погоди, загін з фрегатів «Месемврія», «Сизополь», корветів «Андромаха», «Пілад», брига «Птоломей», парового фрегата «Херсонес» та трьох слабких пароплавів Кавказького відомства рушив до укріплення. У ніч проти 7 листопада загін вийшов під прапором віцеадмірала Л. М. Серебрякова з Редут-Кале, буксируючи вітрильні судна пароплавами і, на випадок десанту, маючи один батальйон піхоти та вісім азовських козацьких човнів.
Турки, захопивши укріплення Святого Миколая, не тільки зайняли наявні будівлі, але і звели нові земляні укріплення. Це призвело до потужного вогню з берегових батарей по російському загону. Відкритий у відповідь вогонь з кораблів завдавав шкоди гарнізону, проте не мав успіху проти берегових гармат, що стояли за земляними насипами. За дві години безрезультатної перестрілки судна Л. М. Серебрякова були знову взяті на буксири і пішли в море.
Під час бою загинуло дві особи нижнього чину, ще одного оберофіцера і п'ять осіб нижнього чину було поранено. Судна зазнали незначних пошкоджень і продовжили службу. Після цього загін здійснив крейсерство вздовж найближчих турецьких берегів, результатом якого була звістка про прохід з Трапезунди в Батумі і далі до Сухум-Кале чотирьох ворожих пароплавів. Ці відомості змусили загін повернути назад, і на світанку 9 листопада прибути до Сухум-Кале.

#### Сінопська битва

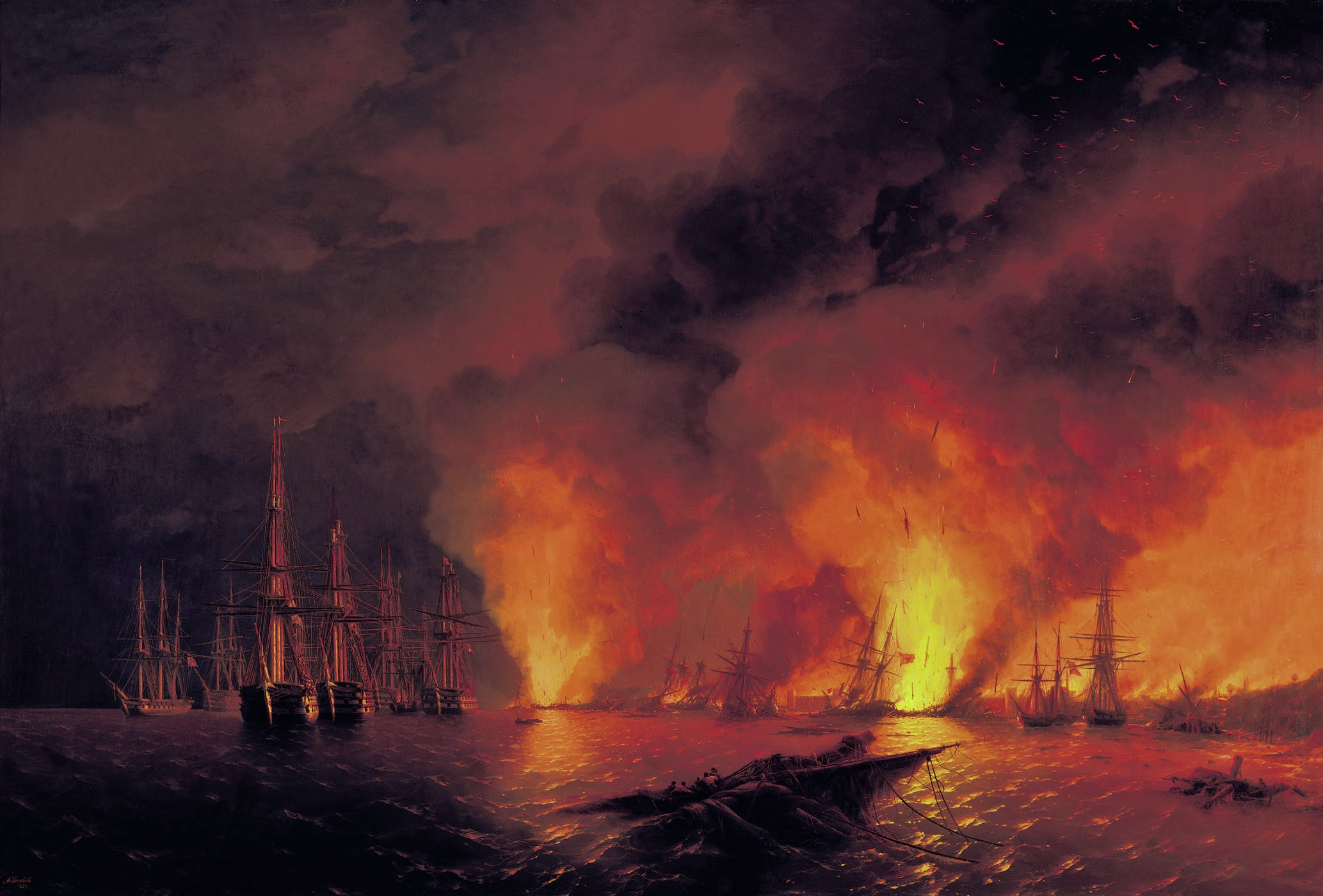
«Сінопський бій 18 листопада 1853 (ніч після бою)», картина І. К. Айвазовського, 1853

В листопаді 1853 року разом з пароплававми «Одеса» і «Крим» перебував в складі ескадри віцеадмірала В. О. Корнілова, яка завдяки попутному вітру на повних вітрилах перетнула Чорне море за добу. На світанку 18 листопада ескадра підійшла до мису Пахіос, де мала знайти ескадру П. С. Нахімова, однак не виявила її. Через непогоду Корнілов віддав наказ згорнути вітрила і зупинити машини, доки погода не вщухне і можна буде визначити, куди йти на з'єднання з Нахімовим.   
За десять годин розвиднілося і Корнілов наказав Бутакову підвести «Одесу» до самого берега і йти до Сінопу, інші два пароплави мали прямувати за ним, але на відстані найдальшого сигналу, і видивлятися російську ескадру. За дві години пароплави дісталися Сінопського перешийка, де вже тривала Сінопська битва.    
Корнілов, зрозумівший, що запізнився, наказав дати сигнал іншим пароплавам триматися з'єднано, а на «Одесі» підняти свій прапор. Наблизившись до Сінопа, кораблі переслідували турецький пароплав «Таїф», що намагався втекти і виявився вдвічі потужнішим і швидшим за російські парові фрегати. Після невдалого переслідування загін повернув до ескадри Нахімова і після бою буксирував до Севастополя пошкоджений лінійний корабель «Три Святителі».   

#### На Чорному морі
У складі загону під прапором контрадмірала О. І. Панфілова, сформованого на початку листопада 1853 року, що складався з парових фрегатів «Крим», «Одеса» та «Херсонес», направлений для рекогностування кавказького узбережжя. Задля цього на пароплавах вогневу міць, встановивши по дві 84-фунтові бомбічні гармати, поставлені на носі і кормі, і десять 24-фунтових карронад.
5 грудня 1853 року загін Панфілова вийшов у море і протягом грудня обійшов разом з ескадрою контрадмірала П. М. Вукотича весь східний берег Чорного моря, обстріляв пост Святого Миколая і спустився до Батумі, не виявивши присутності турецьких суден.
3 червня 1854 року паровий фрегат узяв участь у першому зіткненні між російськими та англо-французькими пароплавами поблизу Севастополя. Близько десятої години ранку на північному сході дозорними кораблями «Хоробрий» та «Святослав», фрегатом «Кулевчі» та пароплавом «Одеса» було виявлено три ворожі парові фрегати. Наказом В. О. Корнілова, в море вийшов загін контрадмірала О. І. Панфілова, до якого входили пароплави «Крим», «Володимир», «Громоносець», «Бессарабія», «Херсонес» і пароплав «Одеса», що вже перебував на воді. 
Прийнявши на борт абордажні команди, о пів на одинадцяту загін вийшов за Костянтинівську батарею і вишикувався в три колони, взявши курс навперейми ворожим пароплавам. Після зближення з противником Панфілов, маючи на меті поставити кожен ворожий пароплав у два вогні, перебудував загін в дві колони і взяв курс прямо до противника. Опівдні пароплави отримали сигнал приготуватися до бою, а вже за півгодини кораблі коаліції відкрили вогонь, який не дістав російських кораблів. Піднявши військові прапори, обидві сторони знову відкрили вогонь, проте побачивши слабкі результати стрілянини на такій великій відстані, англо-французькі пароплави підпустили «Володимира», що висунувся вперед, на 900 сажнів (близько 1920 метрів) і відкрили проти нього зосереджений вогонь, на який «Володимир» відповідав вогнем з усього борту.
Коли інші російські пароплави вирівнялися з «Володимиром» і перевага у вогні перейшла на бік російського флоту, супротивник знову збільшив відстань. О. І. Панфілов, бачачи, що союзники не мають наміру допустити його загін на лінію вогню, а також через те, що ворог міг вражати його кораблі з такої відстані, з якої вони могли діяти лише однією носовою зброєю, вирішив о третій годині дня повернути назад, відійшовши від Севастополя на відстань понад 20 миль.

#### Облога Севастополя

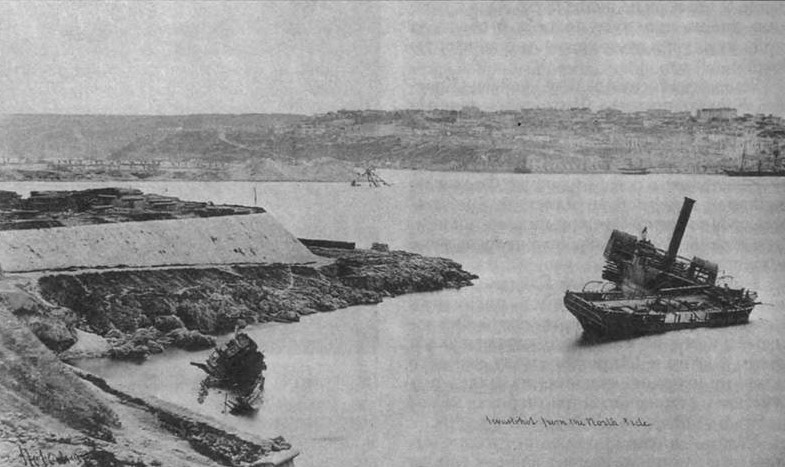
Вид на Севастопольську бухту після облоги Севастополя. Зліва направо затоплені кораблі: тендер «Поспішний», транспорт «Прут» і паровий фрегат «Херсонес»

Під час облоги Севастополя 1854—1855 років спільно з паровими фрегатами «Володимир», «Громоносець», «Бессарабія», «Крим» і «Одеса» входив до загону капітан-лейтенанта Г. І. Бутакова, під командуванням якого здійснив ряд вдалих операцій проти ворожого флоту. Так, 24 листопада 1854 року «Херсонес» разом з пароплавом «Володимир» брав участь у вилазці проти ворожого флоту, відділившись від ескадри П. С. Нахімова під командування Бутакова. Пароплави мали атакувати залізний гвинтовий пароплав, що стояв на фарватері проти Пісочної бухти для спостереження за рухом російських суден, що перебували на рейді. Взявши на себе атаку пароплава, Бутаков наказав «Херсонесу» спостерігати за Стрілецькою бухтою, де стояли на швартувальному майданчику два ворожі пароплави.
Вийшовши з-за бонів, «Володимир» на повному ходу атакував ворожий табір, розташований на східному схилі Стрілецької бухти, і пароплави, що там перебували. Пароплав, що був першочерговою ціллю, підняв сигнал флоту і поквапився сховатися під пострілами кораблів, розташованих біля Очеретяної бухти. Після недовгого переслідування, «Володимир» приєднався до «Херсонесу», що вів вогонь по Стрілецькій бухті.
В результаті вилазки на одному з ворожих пароплавів було пробито паровий котел, а на «Володимирі» пошкоджено фок-щоглу, відбивши одну шосту діаметра щогли і перебито кілька снастей.
Протягом листопада і грудня 1854 року випустив по ворожих військах, що штурмували Севастополь, близько тисячі снарядів.
30 серпня 1855 року «Херсонес» був посаджений на каміння в Північній бухті під час залишення міста гарнізоном, проте не був пошкоджений ворожою артилерією і не був, як інші пароплави, затоплений екіпажем у Севастополі.

### Подальша доля
19 липня 1856 року пароплав був знятий з каміння. На «Херсонесі» були відсутні щогли, палуби розібрані, мідні частини виламані, але корпус і парові машини виявилися в хорошому стані, тому пароплав у серпні 1856 року на буксирі доставили до Миколаєва і поставили на ремонт.
9 червня 1857 року «Херсонес» придбало Російське товариство пароплавства і торгівлі. Того ж року пароплав направили до Марселя, де судно було капітально відремонтовано і переобладнано на товаро-пасажирський пароплав. З 1858 року експлуатувався під колишнім найменуванням на Чорному морі.
29 листопада 1861 року «Херсонес» вийшов черговим рейсом з Одеси на Кавказ. Зробивши зупинку у Феодосії, пароплав дійшов до Керченської протоки, де в створі мису Ак-Бурун напоровся на залишки затонулого на мілині судна і викинувся на берег. 4 і 5 грудня 1861 року хвилювання в Керченській протоці посилилося, трюм судна швидко заповнювався водою. З Керчі на допомогу вийшли буксири «Крикун» і «Тамань», що зняли з «Херсонеса» пасажирів і багаж. Спроби відкачати воду з трюму аварійного судна виявилися безрезультатними і пароплав ліг на правий борт.
У 1862 році «Херсонес» було піднято, але до цього часу він вже частково зруйнувався, тому був списаний і переобладнаний на блокшив, а у 1886 році розібраний.

## Командири
- М. М. Соковнін (1853);
- К. К. Штофреген (1853—1854);
- І. Г. Руднєв (з 24 березня 1854).